# Zenski Voleibolni Klub Lokomotiv Kaliningrado
Zenski Voleibolni Klub Lokomotiv Kaliningrado [(em russo) Локомотив (волейбольный клуб, Калининград)] mais conhecido como Lokomotiv Kaliningrado é um clube de voleibol feminino russo fundado no ano de 2018 em Kaliningrado. Foi campeão da Superliga Feminina Russa na temporada 2024/25, conquistando seu terceiro título da competição.

## Histórico
Fundado em 9 de abril de 2018, após acordo entre o governo do Oblast de Kaliningrado e a gestão de Lokomotiv Novosibirsk ,visando a criação da escola na região de voleibol, desde as categorias de base até o nível profissional, apresentando as condições necessárias de cunho econômico e estrutural, é ingressou de forma imediata na Superliga Russa de 2018-19; com uma boa campanha na fase de classificação, terminando em segundo e chegando a grande final, terminando com o vice-campeonato diante do Dínamo de Moscou, obtendo a qualificação a Liga dos Campeões da CEV  de 2019-20; e em 2019 obtém o primeiro título de sua história, a Supercopa da Rússia de 2019. Venceu três campeonatos russos, as Superligas de 2020-21, 2021-22, 2024-2025. .

## Títulos conquistados
| Mundiais     | Mundiais                    | Mundiais | Mundiais                    |
|              | Competição                  | Títulos  | Temporadas                  |
| ------------ | --------------------------- | -------- | --------------------------- |
|              | Mundial de Clubes           | 0        |                             |
| Continentais |                             |          |                             |
|              | Competição                  | Títulos  | Temporadas                  |
|              | Liga dos Campeões da Europa | 0        |                             |
|              | Copa CEV                    | 0        |                             |
|              | Challenge Cup               | 0        |                             |
| Nacionais    |                             |          |                             |
|              | Competição                  | Títulos  | Temporadas                  |
| Rússia       | Campeonato Russo            | 3        | 2020-21, 2021-22, 2024-2025 |
| Rússia       | Copa da Rússia              | 1        | 2025                        |
| Rússia       | Supercopa Russa             | 1        | 2019                        |

### Outras campanhas
Campeonato Russo
- Vice-campeão: 2018-19, 2019-20

 Copa da Rússia
- Vice-campeão: 2021-22
- Terceiro colocado: 2019-20

 Supercopa Russa
- Vice-campeão: 2020

 Copa do Governador de Kaliningrado
- Campeão: 2020-21
- Terceiro colocado: 2021-22

## Elenco atual
| N° | Nome                 | Posição     | Nascimento                       | Altura (cm) | Nacionalidade |
| -- | -------------------- | ----------- | -------------------------------- | ----------- | ------------- |
| 1  | Anastasiia Zhabrova  | Central     | 13 de abril de 2004 (21 anos)    | 190         | Rússia        |
| 4  | Victoriya Gorbacheva | Líbero      | 2 de abril de 1995 (30 anos)     | 174         | Rússia        |
| 5  | Anastasia Stalnaya   | Oposta      | 6 de janeiro de 1998 (27 anos)   | 190         | Rússia        |
| 7  | Valeriya Zaytseva    | Central     | 24 de março de 1995 (30 anos)    | 191         | Rússia        |
| 8  | Irina Voronkova      | Ponta       | 20 de outubro de 1995 (29 anos)  | 190         | Rússia        |
| 10 | Ekaterina Evdokimova | Central     | 10 de setembro de 1994 (30 anos) | 190         | Rússia        |
| 11 | Yulia Brovkina       | Central     | 31 de maio de 2001 (24 anos)     | 196         | Rússia        |
| 12 | Daria Ryseva         | Levantadora | 5 de março de 1998 (27 anos)     | 175         | Rússia        |
| 13 | Tamara Zaitseva      | Líbero      | 16 de dezembro de 1994 (30 anos) | 180         | Rússia        |
| 14 | Irina Filishtinskaia | Levantadora | 14 de junho de 1990 (35 anos)    | 190         | Rússia        |
| 15 | Tatiana Ezhak        | Ponta       | 25 de janeiro de 1996 (29 anos)  | 185         | Rússia        |
| 16 | Maria Vorobyeva      | Ponta       | 24 de agosto de 1998 (26 anos)   | 185         | Rússia        |
| 17 | Malwina Smarzek      | Oposta      | 3 de junho de 1996 (29 anos)     | 191         | Polónia       |
| 21 | Bianka Buša          | Ponta       | 25 de julho de 1994 (31 anos)    | 187         | Sérvia        |

Atualizado em março de 2022.